# When I'm Gone (Alesso e Katy Perry)
When I'm Gone è un singolo del DJ svedese Alesso e della cantante statunitense Katy Perry, pubblicato il 29 dicembre 2021.

## Pubblicazione
When I'm Gone è stato annunciato il 15 dicembre 2021 sugli account social dei due interpreti. Lo stesso giorno è stata resa disponibile una breve anteprima del pezzo. Il singolo è stato pubblicato il successivo 29 dicembre, prima tappa del residency show di Katy Perry a Las Vegas, Play.

## Video musicale
Il video musicale è stato trasmesso in anteprima il 10 gennaio 2022 su ESPN durante la finale della competizione sportiva College Football Playoff National Championship.

## Tracce
Testi e musiche di Katy Perry, Alesso, Alida Garpestad Peck, Rami Yacoub, Nathan Cunnigham, Marc Sibley e Alma Goodman.
1. When I'm Gone – 2:41

## Classifiche

### Classifiche settimanali
| Classifica (2022-23) | Posizione massima |
| -------------------- | ----------------- |
| Belgio (Fiandre)     | 25                |
| Belgio (Vallonia)    | 48                |
| Bulgaria             | 7                 |
| Canada               | 54                |
| Croazia              | 4                 |
| Germania             | 88                |
| Irlanda              | 59                |
| Kazakistan           | 198               |
| Libano               | 19                |
| Paesi Bassi          | 61                |
| Polonia              | 12                |
| Regno Unito          | 49                |
| Russia               | 6                 |
| Stati Uniti          | 90                |
| Svezia               | 91                |

### Classifiche di fine anno
| Classifica (2022) | Posizione |
| ----------------- | --------- |
| Belgio (Fiandre)  | 101       |
| Russia            | 45        |